# Bent Tomtum
Bent Tomtum (né le 6 février 1949 et mort le 15 octobre 2001) est un ancien sauteur à ski norvégien.
Il a terminé cinquième à l'épreuve du grand tremplin de Saut à ski aux Jeux olympiques de 1968.

## Palmarès

### Jeux olympiques
| Épreuve / Édition | Grenoble 1968 |
| Grand Tremplin    | 5e            |